# Więzadło piszczelowo-strzałkowe tylne

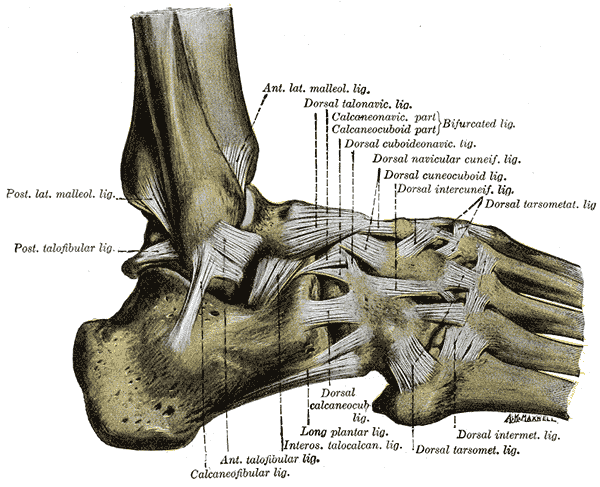
Więzadła stopy. Widok z boku. Więzadło piszczelowo-strzałkowe tylne (post. lat. malleol. lig) znajduje się w centrum grafiki, po lewej.

Więzadło piszczelowo-strzałkowe tylne, więzadło kostki bocznej tylne (łac. ligamentum tibiofibulare posterius; ligamentum malleoli lateralis posterius) – jedno z więzadeł stawu piszczelowo-strzałkowego dolnego.

## Przebieg
Więzadło piszczelowo-strzałkowe tylne jest mniejsze niż więzadło piszczelowo-strzałkowe przednie. Biegnie ku dołowi i bocznie, rozciągając się pomiędzy przylegającymi do siebie brzegami strzałki i kości piszczelowej, na tylną powierzchnię kostki bocznej.